# ジネット・ドワイアン
ジネット・ドワイアン（Ginette Doyen, 1921年7月10日 - 2002年8月27日）は、フランスのピアニスト。夫ジャン・フルニエはピエール・フルニエの弟に当たる。

## 生涯
1921年にパリで生まれた。
1932年にパリ音楽院に入学し、ジョセフ・モルパンとラザール・レヴィにピアノを師事する。14歳の時にピアノで一等賞を得る。さらに同音楽院のジャン・ギャロンのクラスで和声法を学び、17歳の時に一等賞を得て卒業した。1939年にルクセンブルクで行われたフォーレ国際コンクールで優勝を果たした。その後、第二次世界大戦のためにトゥールーズやマルセイユに行き、地元の放送局を通じて演奏活動を続けたが、1942年にパリに戻った。戦後は夫ジャンとのデュオの傍らでソロ活動も活発に行った。1958年には夫婦で来日している。
2002年8月27日にパリにて没した。